# Tinowns
Thiago Sartori (Praia Grande, 6 de maio de 1997), mais conhecido como Tinowns, é um jogador profissional brasileiro de League of Legends. Ele jogou como mid laner por algumas das equipes mais conceituadas do Brasil, como KaBuM!, paiN, LOUD, até 14 de junho de 2025, quando anunciou uma pausa em sua carreira por tempo indeterminado.
Tinowns é reconhecido como um dos atletas de maior longevidade e consistência no cenário nacional de League of Legends, sendo o último remanescente da primeira geração de jogadores profissionais brasileiros (2012-2013). Sua carreira é marcada por um histórico de conquistas e um nível de jogo singular, incluindo o recorde de quatro títulos consecutivos do CBLOL com a LOUD. Em 590 jogos disputados, Tinowns registrou 337 vitórias (57.1% de aproveitamento), 2.259 abates, 984 mortes e 3.588 assistências.

## Carreira e Destaques
A trajetória profissional de Tinowns no League of Legends começou em 2013 com a equipe Nex Impetus, onde alcançou o 4º lugar na Riot Brazilian Champion League, o precursor do CBLOL. Desde o início ele dividiu a rota com nomes que também se tornariam importantes no cenário, como Pedro “LEP” Marcari e Bruno “bit1” Lima.
Um dos momentos mais icônicos da carreira de Tinowns ocorreu em 2014, quando, pela KaBuM! e-Sports, conquistou o título da final regional brasileira. A KaBuM! derrotou a então dominante Keyd Stars, vencendo a semifinal por 2–0 e a final contra a CNB por 3–1 no Ginásio do Maracanãzinho, no Rio de Janeiro. O título garantiu vaga no International Wildcard 2014 e tornou a KaBuM! a primeira equipe brasileira a disputar o Campeonato Mundial de League of Legends; a equipe ainda protagonizou uma das maiores surpresas da competição ao derrotar a europeia Alliance, resultado que permitiu à Cloud9 avançar e deu origem ao meme “THIS IS FOR KABUM”.
Em 2018, Tinowns ingressou na paiN Gaming, onde substituiu Gabriel "Kami" Bohm e precisou lidar com a pressão de representar uma das torcidas mais apaixonadas do cenário. Após um início conturbado, conquistou seu segundo título nacional no 1º Split de 2021, quando a paiN derrotou a Vorax por 3–1 e encerrou um jejum de sete anos sem troféus. Fora dos torneios oficiais, Tinowns tornou‑se figura recorrente no CBOLÃO, evento beneficente criado pelo streamer Gustavo “Baiano” Gomes; com antigos companheiros da CNB venceu a edição de 2020 e, em 2023, voltou a levantar o troféu atuando pelo LEC Team.
O auge da carreira veio com a transferência para a LOUD em 2022. Com a organização, Tinowns ergueu quatro títulos consecutivos do CBLOL — 2º Split de 2022, 1º e 2º Splits de 2023 e 1º Split de 2024 — e, ao conquistar o hexacampeonato em abril de 2024, igualou o recorde de Felipe "brTT" Gonçalves e ficou atrás apenas do heptacampeão Leonardo "Robo" Souza. Em entrevista ao portal ge.globo após o sexto título, ele afirmou que vivia sua melhor fase e destacou a consistência de mais de uma década competindo em alto nível. De acordo com levantamento do Mais Esports, o mid laner disputou 590 partidas oficiais, conquistando 337 vitórias (57,1 % de aproveitamento), 2 259 abates e 3 588 assistências durante a carreira.
No fim de 2024, Tinowns integrou novamente o LEC Team na fase presencial do CBOLÃO Legends durante a CCXP. A edição reuniu oito equipes – quatro classificadas pela etapa on‑line e quatro convidadas – e manteve o caráter beneficente do torneio; segundo o Mais Esports, o CBOLÃO já havia arrecadado mais de R$ 1 milhão desde 2020 para instituições como o Hospital de Amor, em Campinas, e naquela edição as doações superaram R$ 289 mil. O LEC Team (Robo, Ranger, Tinowns, TitaN e esA) participou da competição, mas o título ficou com a Never Give Up: na final, a equipe formada por FNB, Cariok, dyNquedo, Brance e Damage derrotou a Exódia Martelo por 2–0 e levantou a taça; a conquista transformou Brance em tricampeão do CBOLÃO ao lado de Tinowns e Robo.
A temporada de 2024 também marcou o início de uma fase mais difícil. No 2º Split daquele ano, a LOUD foi eliminada nas semifinais e terminou o CBLOL em 4º lugar. Em 2025, a equipe disputou a LTA Sul — nova liga regional que substituiu o CBLOL — e, embora tenha sido o melhor time brasileiro no 1º Split, encerrou sua participação precocemente ao perder duas séries por 1–3. Sentindo‑se “sobrecarregado” e sem a mesma motivação que o moveu ao longo de doze anos, Tinowns anunciou, em 14 de junho de 2025, uma pausa na carreira competitiva. Na nota pública, ele explicou que havia prometido a si mesmo parar quando não sentisse mais a mesma dedicação, agradeceu à torcida e às equipes que o acompanharam e deixou em aberto um possível retorno.

## Pausa na Carreira
Em 14 de junho de 2025, Thiago "Tinowns" Sartori anunciou uma pausa em sua carreira profissional de League of Legends. A decisão foi comunicada durante a transmissão da final da Chave Inferior da LTA Sul. Tinowns justificou a pausa pela perda de motivação e dedicação que o caracterizaram por 12 anos de trajetória. Ele mencionou a possibilidade de não retornar ao competitivo ou de se aventurar em outras modalidades de jogos eletrônicos.

## Títulos
| Equipe         | Competição                       | Ano  | Resultado          |
| -------------- | -------------------------------- | ---- | ------------------ |
| KaBuM! Esports | CBLOL                            | 2014 | Campeão (2º Split) |
| KaBuM! Esports | International Wildcard Qualifier | 2014 | Campeão            |
| paiN Gaming    | Circuito Desafiante              | 2019 | Campeão (1º Split) |
| paiN Gaming    | Superliga ABCDE                  | 2019 | Campeão            |
| paiN Gaming    | CBLOL                            | 2021 | Campeão (1º Split) |
| LOUD           | CBLOL                            | 2022 | Campeão (2º Split) |
| LOUD           | CBLOL                            | 2023 | Campeão (1º Split) |
| LOUD           | CBLOL                            | 2023 | Campeão (2º Split) |
| LOUD           | CBLOL                            | 2024 | Campeão (1º Split) |

## Prêmios e indicações
| Ano  | Organização           | Categoria                          | Resultado |
| ---- | --------------------- | ---------------------------------- | --------- |
| 2020 | Prêmio CBLoL          | Melhor Meio                        | Venceu    |
| 2020 | Prêmio CBLoL          | Melhor Jogador                     | Venceu    |
| 2020 | Prêmio CBLoL          | Craque da Galera                   | Venceu    |
| 2020 | Prêmio eSports Brasil | Melhor atleta de League of Legends | Venceu    |
| 2020 | Prêmio eSports Brasil | Craque da Galera                   | Indicado  |
| 2021 | Prêmio CBLoL          | Melhor Meio                        | Indicado  |
| 2022 | Prêmio CBLoL          | Melhor Meio                        | Venceu    |
| 2022 | Prêmio CBLoL          | Melhor Jogador                     | Venceu    |
| 2022 | Prêmio CBLoL          | Craque da Galera                   | Venceu    |
| 2022 | Prêmio eSports Brasil | Melhor atleta de League of Legends | Indicado  |
| 2023 | Prêmio CBLoL          | Melhor Meio                        | Venceu    |
| 2023 | Prêmio CBLoL          | Melhor Jogador                     | Indicado  |
| 2023 | Prêmio eSports Brasil | Melhor atleta de League of Legends | Indicado  |